# Male Braslovče
Male Braslovče este o localitate din comuna Braslovče, Slovenia, cu o populație de 193 de locuitori.